# Ходин, Роман Александрович
Роман Александрович Ходин (родился 6 сентября 1993 в Пензе) — российский регбист, фланкер (нападающий третьей линии) команды «Красный Яр» и сборной России по регби-15.

## Биография

### Клубная карьера

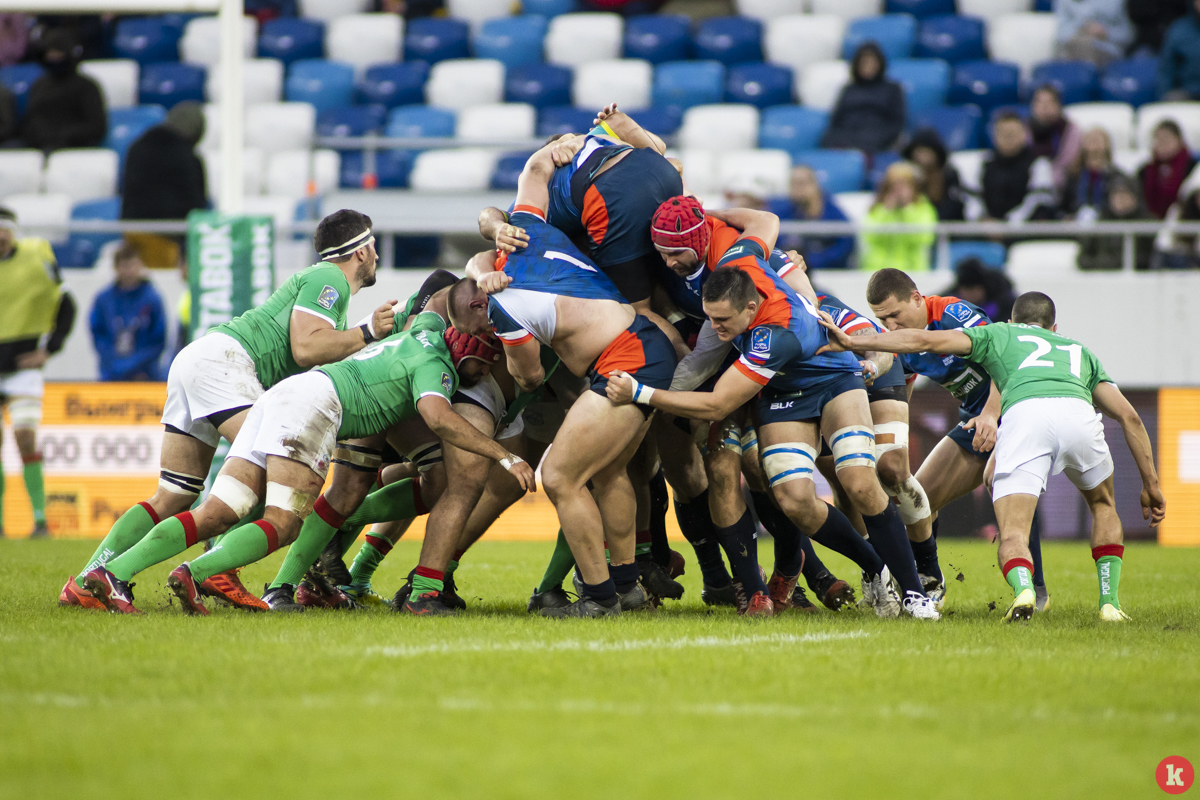
Ходин (в центре на переднем плане) против Португалии в 2020

Воспитанник пензенского регби. На взрослом уровне дебютировал в 2012 году. В 2013 году выиграл Высшую лигу (второй дивизион) с пензенской «Империей», где был капитаном команды. В 2015 году перешел в краснодарскую «Кубань». В составе «казаков» дважды чемпион России по регби-7 2016 и 2017 годов и финалист Кубка России 2016 года. В декабре 2019 года подписал контракт с казанской командой «Стрела».

### Карьера в сборной
Призывался в юношескую сборную. Выступал за сборную по регби-7. В сборной по регби-15 дебютировал 10 ноября 2018 года в матче против Намибии. Попал в окончательную заявку на Кубок Мира 2019.